# Nemesszentandrás
Nemesszentandrás is een plaats (község) en gemeente in het Hongaarse comitaat Zala. Nemesszentandrás telt 281 inwoners (2001).